# Kithoor, Piriyapatna
Kithoor là một làng thuộc tehsil Piriyapatna, huyện Mysore, bang Karnataka, Ấn Độ.